# 船溪乡
船溪乡，是中华人民共和国湖南省怀化市辰溪县下辖的一个乡镇级行政单位。

## 行政区划
船溪乡下辖以下地区：
小溪河村、汀流村、半边月村、坳头村、赵家湾村、厂坪村、桐木冲村、向家村、茅坪村、田头坪村、兵马冲村、农科村和船溪村。